# Subprefectura de Hidaka
La subprefectura de Hidaka (日高振興局 Hidaka-shinkō-kyoku) és una subprefectura d'Hokkaido, Japó. La seua capital és la ciutat d'Urakawa. La ciutat més poblada és Shinhidaka, amb vora el doble d'habitants d'Urakawa.

## Geografia
Hidaka es troba en la costa sud-est de Hokkaido, i amb una àrea de 4.811,91 quilometres quadrats, és la setena subprefectura més gran de Hokkaido i ocupa el 5,8% de l'àrea total de Hokkaido.Més del 80% de l'àrea esta coberta per boscos.
La subprefectura limita amb les subprefectures d'Iburi, Kamikawa i la de Tokachi.
Hidaka és coneguda com la "Meca del muntanyisme" per les seues famoses muntanyes, amb més de 20 pics, inclòs el mont Poroshiri amb 2.052 metres d'alçada. Aquestes muntanyes formen part del Parc quasi nacional de Hidaka-sanmyaku Erimo, el qual inclou el mont Apoi i el paisatge costaner del cap Erimo.

### Municipis
| |          |          |          |
| \| Municipi \| Població \| Extensió \| Densitat \| \| ---------- \| -------- \| -------- \| -------- \| \| Biratori \| 5.305 \| 743,16 \| 7,1 \| \| Erimo \| 4.954 \| 283,93 \| 17 \| \| Hidaka \| 12.596 \| 992,67 \| 13 \| \| Niikappu \| 5.696 \| 585,88 \| 9,7 \| \| Samani \| 4.482 \| 364,33 \| 12 \| \| Shinhidaka \| 23.516 \| 1.147,75 \| 20 \| \| Urakawa \| 12.800 \| 694,24 \| 18 \| \| Total \| 81.403 \| 4.811,91 \| 17 \| |          |          |          |
| Municipi | Població | Extensió | Densitat |
| Biratori | 5.305    | 743,16   | 7,1      |
| Erimo | 4.954    | 283,93   | 17       |
| Hidaka | 12.596   | 992,67   | 13       |
| Niikappu | 5.696    | 585,88   | 9,7      |
| Samani | 4.482    | 364,33   | 12       |
| Shinhidaka | 23.516   | 1.147,75 | 20       |
| Urakawa | 12.800   | 694,24   | 18       |
| Total | 81.403   | 4.811,91 | 17       |

### Demografia
La població de la subprefectura de Hidaka és de 81.407 en 33.996 núclis familiars. Al cens del 2005, aquest nombre d'habitants representava l'1,4% de la població total de Hokkaido. El punt més alt de població de Hidaka va ser en 1960. L'actual nombre d'habitants ha baixat en 4.613 persones des de l'anterior cens de 2005.

## Història
- 1897: Es crea la subprefectura d'Urakawa.
- 1932: La subprefectura d'Urakawa es renombrada com a subprefectura de Hidaka.

El nom Hidaka deriva del nom de la província del mateix nom establerta en 1869, la qual en el seu moment va ser nomenada així en honor d'un lloc mitològic que apareix al Nihonshoki, el llibre d'història més antic del Japó, escrit l'any 720. L'actual Hidaka no té cap relació amb aquesta Hidaka llegendària del Nihonshoki.